# Hylaeus ornatus
Hylaeus ornatus là một loài Hymenoptera trong họ Colletidae. Loài này được Mitchell mô tả khoa học năm 1951.

## Hình ảnh

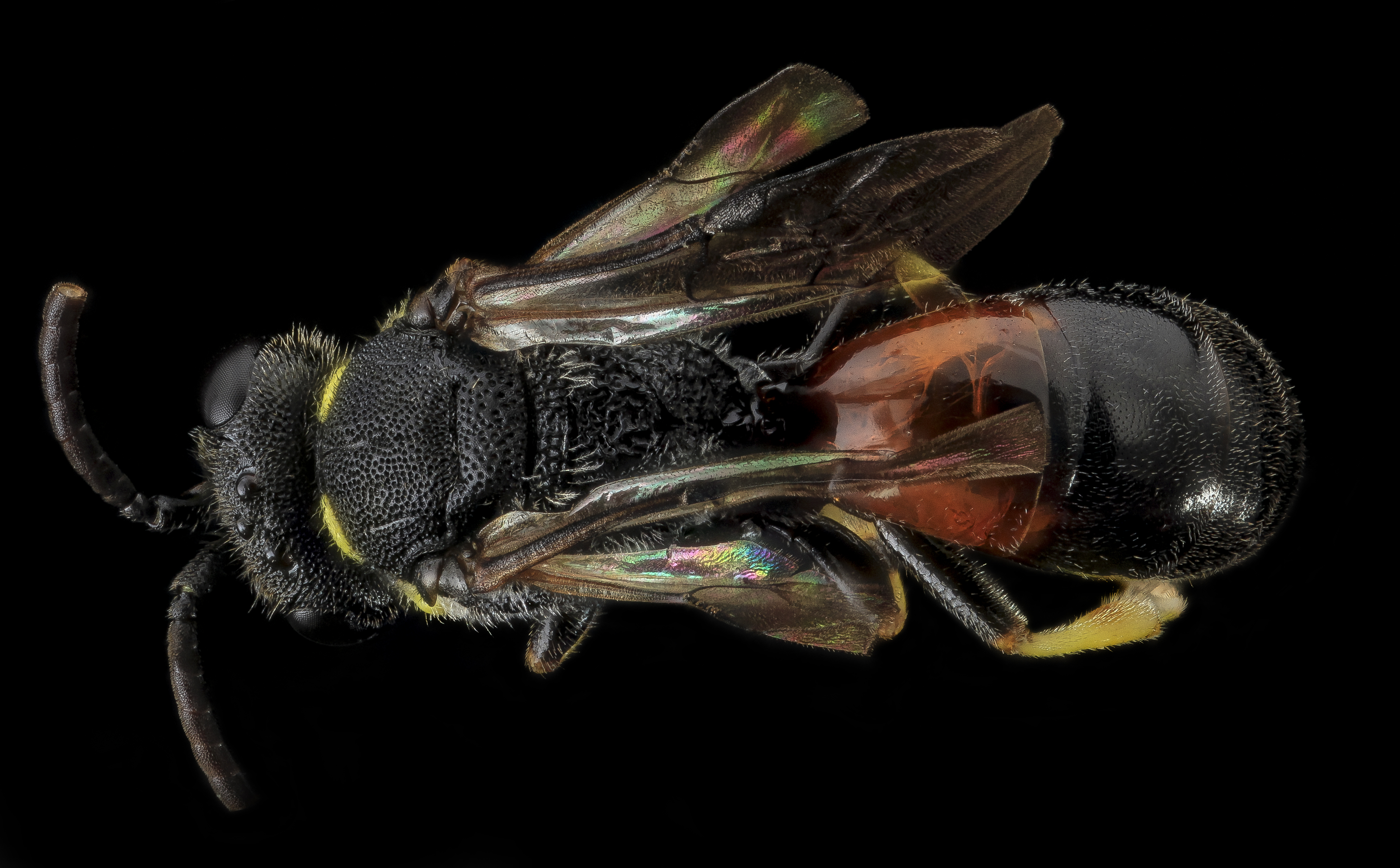
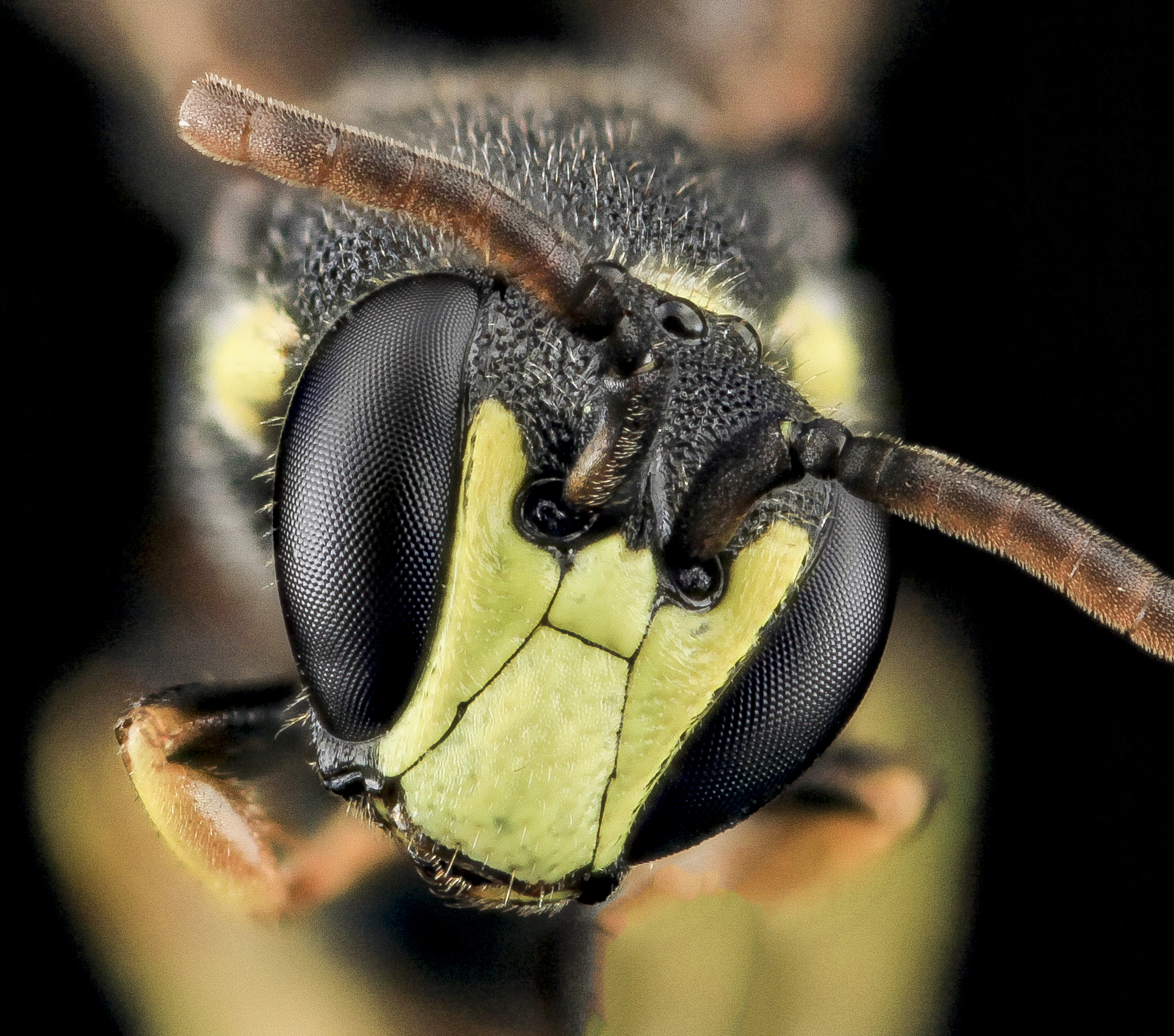
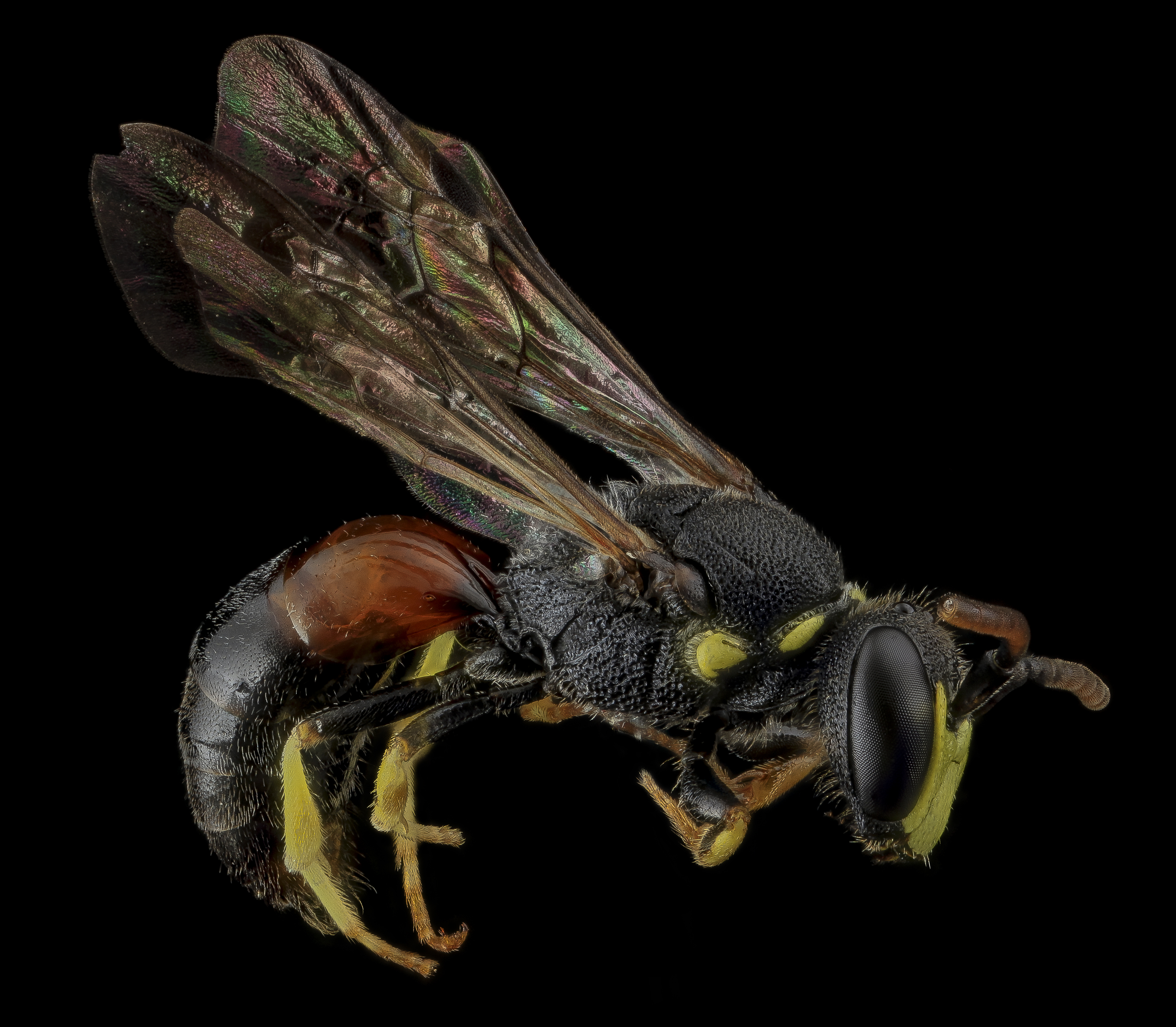
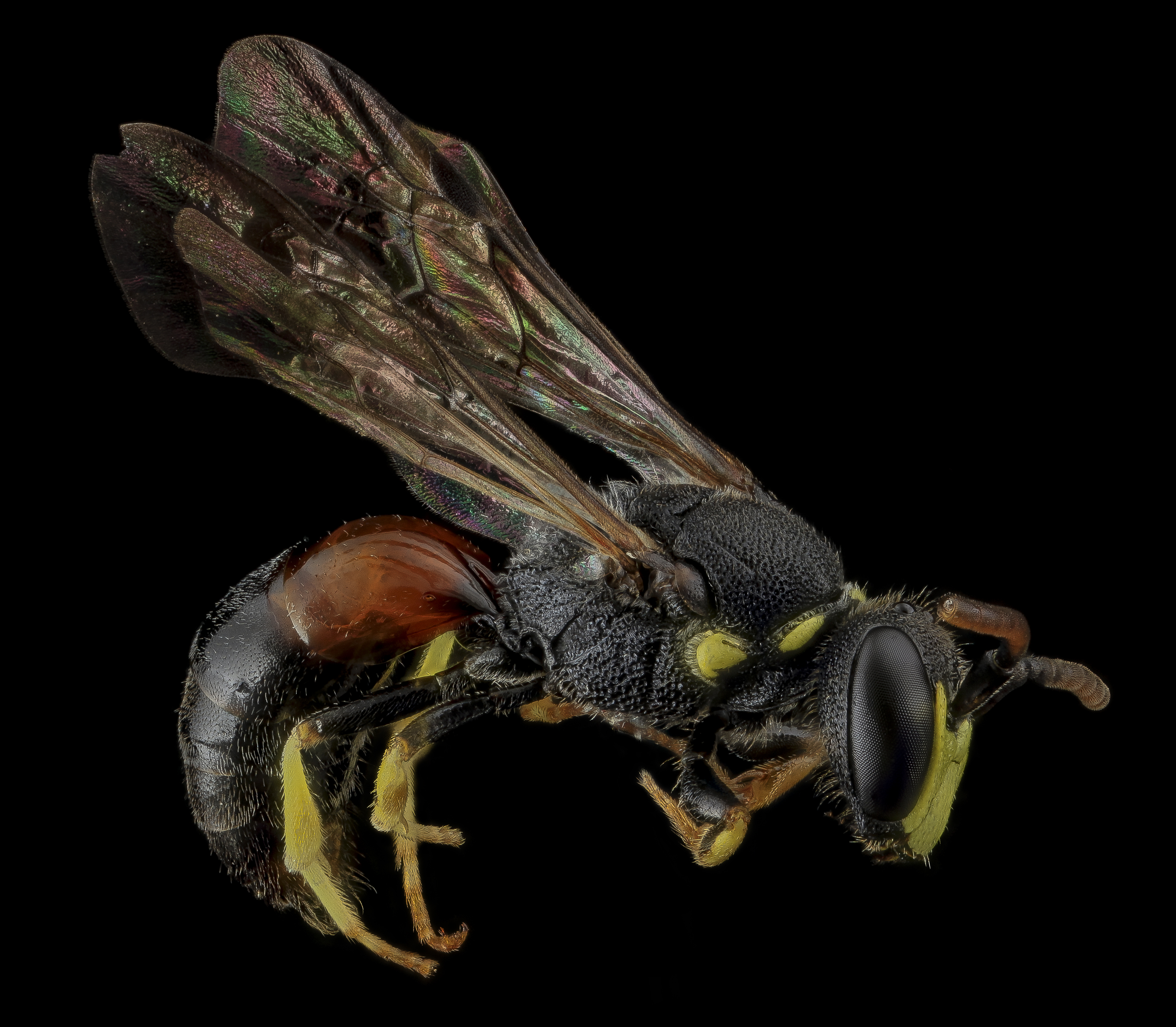